# Progradungula carraiensis
Progradungula carraiensis är en spindelart som beskrevs av Forster och Gray 1979. Progradungula carraiensis ingår i släktet Progradungula och familjen Gradungulidae.
Artens utbredningsområde är New South Wales. Inga underarter finns listade i Catalogue of Life.